# Famille de Bazelaire
La  famille de Bazelaire est une famille subsistante de la noblesse française, originaire de Lorraine.
Elle compte parmi ses membres des magistrats, des avocats, des officiers et des généraux, des hommes d'Église, une femme de lettres et peintre.
De 1678 à 1792, la charge de lieutenant général au bailliage de Saint-Dié-des-Vosges fut occupée par des membres de cette famille.

## Histoire
Cette famille est mentionnée dans le Massif des Vosges.
À la suite de la création du bailliage de Saint-Dié, le 26 octobre 1661, par lettres patentes de Charles IV, duc de Lorraine et « pendant plus d'un siècle (1678 - 1792), la charge de lieutenant-général du bailliage fut occupée par des membres de la famille de Bazelaire ». Les premiers à exercer cette charge furent : Florent-Joseph Ier Bazelaire (de 1678 à 1710), son fils Charles Joseph (de 1710 à 1717) puis son frère, Charles Bazelaire (de 1717 à 1725). Florent-Joseph III de Bazelaire de Lesseux (1710-1770), fils de Charles-Joseph et d'Anne-Thérèse d'Andlau, lieutenant général dès 1733 et subdélégué de l'intendant Chaumont de La Galaizière à Saint-Dié (à partir de 1739), grand-maître des Eaux et Forêts, conseiller intime de Stanislas, duc de Lorraine, bailli royal en 1751, se voit confier la surveillance de la reconstruction de la ville de Saint-Dié, après le grand incendie de 1757. Il épouse en 1733 Charlotte, baronne de Redoubté.
Des quinze enfants issus de ce mariage, sept survécurent, dont : Louis Joseph (né en 1737), officier au régiment de Navarre, puis lieutenant des maréchaux de France ; Charles Dominique de Neuvillers (né en 1738), officier au régiment de Champagne, tué à la bataille de Creweldt (1758) ; Marc Sigisbert (né en 1739), conseiller à la Cour souveraine de Lorraine et Barrois, qui a fait la branche de Saulcy  ; et Charles Dominique de Lusse (né en 1747). Ce dernier succéda à son père dans la charge de lieutenant général au bailliage de Saint-Dié (1770). Arrêté comme parent d’émigré le 19 avril 1793, sous la Terreur, il fut l'un des dix otages de Saint-Dié avec son cousin, François Thibault de Ménonville, maréchal de camp et Louis-Charles Hugo de Spitzemberg, son beau-frère, qui sera assassiné à Saint-Dié, le 1er septembre 1793, lors d'une émeute révolutionnaire.
La famille de Bazelaire a été admise au sein de l'Association d'entraide de la noblesse française en 1950.

### Noblesse
Il y a plusieurs thèses quant au principe de noblesse de la famille Bazelaire. 
Dans la notice généalogique sur la famille, publiée dans le Bulletin héraldique de France (1891), on peut lire : « La famille de Bazelaire, suivant une tradition, serait originaire de Bâle et se serait établie au XVe siècle aux environs de Montmédy, à Yvoix (aujourd'hui Carignan). (...) Jean Bazelaire, fils de Humbert, fit ses preuves de noblesse devant la Prêvoté d'Yvoix, le 20 septembre 1572, ainsi que le constate un jugement de maintenue de cette date (...). Son petit-fils, auquel s'arrête sa descendance, François Bazelaire, doyen des chanoines du chapitre de Surbourg, fit enregistrer en 1696 les armes suivantes : d'argent à trois fasces de gueules , écartelé d'azur à trois étrilles d'argent emmanchées d'or (...) Le frère de Jean, Florent Ier Bazelaire, lui céda le 15 juillet 1576 ses droits héréditaires dans la succession de leur père et quitte Yvoix pour venir s'établir à St-Dié ». Florent-Joseph Ier Bazelaire et son frère Charles Bazelaire, « ayant remontré qu'ils sont issus de l'ancienne famille noble des Bazelaire en la province de Montmedy », reçurent d’une part des lettres patentes de confirmation et de réhabilitation d'ancienne noblesse et d’autre part des lettres patentes d'anoblissement, données ensemble le 8 janvier 1705 à Lunéville par Léopold Ier de Lorraine. Ce « fait extraordinaire des deux lettres octroyées par le même prince, le même jour » est exposé par Edmond des Robert dans la Revue historique de la Lorraine (1931).
La notice historique de l’Annuaire de la noblesse de France (1908) consacrée à la famille rappelle : « Florent-Joseph de Bazelaire, avocat en la Cour souveraine, acquit en 1690, les sgries et le comté de Lesseux, Lusse, Colroy, etc. et obtint par lettres patentes du duc Léopold de Lorraine, du 8 janvier 1705, reconnaissance de l'ancienneté de sa famille et de sa noblesse, avec anoblissement pour lui et ses enfants ».
Dans le Dictionnaire des familles françaises anciennes ou notables à la fin du XIXe siècle, Gustave Chaix d'Est-Ange écrit ceci : « Florent Bazelaire, conseiller de la police et maître des postes à Saint-Dié épousa le 19 février 1645 Anne Gérardin et mourut le 20 février 1686. Ce personnage, qui ne portait aucune qualification nobiliaire, était cependant, paraît-il, petit-neveu d'un Jean Bazelaire qui se fit reconnaître comme noble le 20 septembre 1572 par la prévôté d'Yvoix et dont la descendance s'éteignit avec son petit-fils, François Bazelaire, chanoine du chapitre de Surbourg. Ce dernier personnage fit enregistrer à l'Armorial de 1696 (registre de Strasbourg) les armes suivantes : d'argent à trois fasces de gueules, écartelé d'azur à trois étrilles d'argent emmanchées d'or, posées deux sur une ». Florent Bazelaire laissa trois fils dont, Florent-Joseph et Charles de Bazelaire ont été « confirmés dans leur noblesse et anoblis en tant que besoin le 8 janvier 1705 par lettres patentes de Léopold, duc de Lorraine » .
Comme, avant lui, Dom Ambroise Pelletier, Régis Valette, dans son ouvrage Catalogue de la noblesse française subsistante, mentionne la famille Bazelaire comme ayant été anoblie en 1705.

## Possessions
Les principaux fiefs de la famille Bazelaire sont : Lesseux , Lusse , Colroy, Saulcy, Louvigny , Neuvillers , Provenchères etc.

## Branches
- Branche de Bazelaire de Lesseux : à partir de Florent-Joseph Ier Bazelaire (1652 - 1724), avocat au Parlement de Metz, prévôt royal de Saint-Dié, lieutenant-général au bailliage de Saint-Dié.
- Branche de Bazelaire de Saulcy : à partir de Marc-Sigisbert de Bazelaire de Colroy de Saulcy (1739 - 1827), Conseiller à la Cour souveraine de Lorraine et de Barrois en 1762[34]. « Arrêté en 1792, il est enfermé dans la prison de Longwy, d'où il s'échappe en 1793 »[35]. Lors de la séance du 27 juin 1792, l'Assemblée Nationale débattit de l'arrestation des « sieurs Bazelaire, père, âgé de 54 ans et fils, âgé de 18 ans »[36]. Après le décès de sa femme, Marie-Catherine Faure de Fayole [37], il entra en jouissance de la seigneurie de Louvigny. Trois de ses fils émigrèrent [38]. Deux, officiers à l'Armée de Condé, participèrent à la bataille d'Ober-Kamlach (13 août 1796), où l'un fut tué et l'autre blessé [39]. Le troisième, Florent-Marie Joseph de Bazelaire de Bamont (1774 - 1838), sous-lieutenant au régiment de Monsieur en 1789 [40], « passe au service de l'Autriche. Officier au régiment d'infanterie « Klebeck » No 14, enseigne en 1796 et sous-lieutenant en 1798, il quitte le service avec le grade de capitaine. Il épouse à Tramine (Haut-Adige, Trentin) Thérèse Keller de Peltenheim »[41].
- Branche de Bazelaire de Ruppierre : par décret impérial du 3 février 1866[42], les descendants de Marie-Charles Sigisbert de Bazelaire de Saulcy (1812 - 1867) ont été autorisés à « ajouter à leur nom patronymique celui de de Ruppierre », après le décès de sa mère, Adélaïde Aurore, comtesse de Ruppierre (1785 - 1861), fille du comte de Ruppierre (1741 - 1785) [43], brigadier des armées du roi, mestre de camp en second du régiment de Rohan-Soubise, et dernière du nom[44].
- Branche de Bazelaire de Boucheporn : Pierre-René Bertrand, baron de Boucheporn (1852 - 1931), fils de Félix de Boucheporn (1811 - 1857, géologue), ancien élève de l’École polytechnique, capitaine d’artillerie, sans postérité[45], adopta en 1917 Roger de Bazelaire de Saulcy, lieutenant au 8e régiment de cuirassiers, son lointain neveu. Celui-ci était, en effet, un descendant (au cinquième degré) de Claude-François Bertrand de Boucheporn, intendant de Corse (1775-1785) puis de Pau et Bayonne (jusqu'à la Révolution), guillotiné à Toulouse (février 1794), à la suite du mariage de Joséphine Charlotte Chédeaux, petite-fille de l'intendant, avec Joseph Anne Maximilien de Bazelaire de Saulcy (29 juin 1819, Metz) [46].

## Personnalités
- Dominique Bazelaire (1648-1709), Célestin de Saint-Dié en religion, capucin, provincial de Nancy
- Florent-Joseph Ier Bazelaire (1652-1724), avocat au parlement de Metz, prévôt royal de Saint-Dié, lieutenant-général au bailliage de Saint-Dié
- Charles Bazelaire (1664-1725), avocat au parlement de Metz, lieutenant-général au bailliage de Saint-Dié
- Jean-Joseph Christophe de Bazelaire (1736-?), officier de l'armée royale, maréchal de camp (1791), arrêté sous la Terreur pour « conspiration »
- Léonie de Bazelaire de Ruppierre (1857-1926), femme de lettres et peintre
- Georges de Bazelaire de Saulcy (1858-1954), général de division (infanterie), commandant le 7e Corps d'armée à Verdun (1916)
- Hubert de Bazelaire de Lesseux (1868-1935), officier de cavalerie, maire de Lusse (1920 -1935)[47], député des Vosges (1919-1928)
- Maurice de Bazelaire de Ruppierre (1878-1966), général de division (troupes coloniales), commandant la 4e Division d'Infanterie coloniale (1939-1940)
- Fernand de Bazelaire de Saulcy (1879-1943), ingénieur civil, fondateur du constructeur automobile De Bazelaire (1907-1928)
- Roger de Bazelaire de Boucheporn (1890-1954), écuyer au Cadre noir de Saumur, inspecteur général de l'arme blindée et cavalerie, général de division [48], qui releva le nom de Boucheporn en 1917
- Louis-Marie de Bazelaire de Ruppierre (1893-1981), archevêque de Chambéry, qui représenta la Savoie au concile Vatican II
- Yves de Bazelaire de Saulcy (1908-1982), major général de la Marine, vice-amiral d'escadre
- Jean de Bazelaire de Ruppierre (1916-1943), officier (troupes coloniales), servit dans la colonne Leclerc, Compagnon de la Libération (1942), mort pour la France (1943)

### Morts pour la France
- 1758 - Charles Dominique de Bazelaire de Neuvillers.  Reçu au corps des cadets gentilshommes du roi de Pologne (1753)[49], lieutenant au régiment de Champagne, tué à la bataille de Creweldt (1758), à l'âge de 20 ans[50].
- 1796 - Deux officiers Bazelaire à l'Armée de Condé (1re et 12e compagnie d'infanterie noble), participèrent à la bataille d'Ober-Kamlach (13 août 1796), où l'un fut tué et l'autre blessé[51].
- 1914 - Pierre-Andre de Bazelaire de Saulcy. Saint-Cyr, promotion de La croix du drapeau (1913-1914). Sous-lieutenant au 135e régiment d'infanterie. Chevalier de la Légion d'honneur (posthume). Croix de guerre avec palme[52]. Tué le 6 septembre 1914 (à 19 ans) au combat de Vert-la-Gravelle (Bataille de la Marne)[53].
- 1915 - Robert de Bazelaire de Ruppierre. Saint-Cyr, promotion de Fez (1909-1911). Lieutenant de cavalerie, 11e régiment de chasseurs à cheval[54], détaché au 42e régiment d'infanterie. Chevalier de la Légion d’honneur[55]. Croix de guerre à une palme et deux étoiles de vermeil. Mort pour la France le 26 septembre 1915 (à 27 ans), à l’attaque de la « Tranchée des Tantes », dans les Ardennes (Offensive de Champagne)[56].
- 1916 - Henri de Bazelaire de Ruppierre, frère du précédent. Saint-Cyr, promotion du Centenaire de la Légion d'honneur (1901-1903). Capitaine au 6e régiment d'infanterie coloniale. Chevalier de la Légion d’honneur. Croix de guerre avec deux palmes. Blessé par un éclat d'obus, le 1er mars 1916[57]. Mort pour la France le 2 mars 1916 (à 35 ans), Compiègne[58].
- 1926 - Jean de Bazelaire de Saulcy. Saint-Cyr, promotion du Souvenir (1921-1923). Pilote aviateur. Lieutenant au 38e régiment d’aviation. Chevalier de la Légion d’honneur[59]. Croix de guerre des T.O.E.. Mort pour la France le 31 mars 1926 (à 25 ans), lors d’un exercice  (Thionville)[60],[61].
- 1926 - Philippe de Bazelaire de Saulcy. Saint-Cyr, promotion du Souvenir (1921-1923). Lieutenant, chef de section au 62e régiment de Tirailleurs marocains. Chevalier de la Légion d’honneur[62]. Croix de guerre des T.O.E.. Citation à l'ordre de l'armée [63]. Blessé au combat lors de l'attaque du djebel Rekbaba (Maroc), le 8 mai 1926 (Guerre du Rif). Décédé des suites de ses blessures le 14 mai 1926 (à 24 ans), Tizi Ouzli (Maroc)[64].
- 1943 - Jean de Bazelaire de Ruppierre. Saint-Cyr, promotion du Soldat Inconnu (1936-1938). Lieutenant dans la colonne Leclerc. Capitaine au régiment de Marche du Tchad. Chevalier de la Légion d’honneur. Croix de guerre 39-45, trois citations. Compagnon de la Libération. Mort pour la France le 22 octobre 1943 (à 27 ans), près de Constantine (Algérie)[65].
- 1945 - Florent de Bazelaire de Lesseux. Maire de Lusse (1936-1945). Lieutenant dans la Résistance. Chevalier de la Légion d'honneur. Croix de guerre 39-45[66]. Mort en déportation [67] à Mauthausen, le 5 février 1945 (à 46 ans) [68].
- 1945 - Hubert de Bazelaire de Lesseux, fils du précédent. Résistant. Médaille de la Résistance. Croix de guerre 39-45[69]. Médaille militaire (à titre posthume)[70]. Mort en déportation [71] à Dora, le 27 janvier 1945 (à 18 ans) [72].
- 1946 - Maurice de Bazelaire de Saulcy. Saint-Cyr, promotion Mangin (1929-1931). Capitaine à la 13e Demi-brigade de Légion étrangère. Chevalier de la Légion d’honneur. Croix de guerre des T.O.E[73]. Tué au combat le 8 juillet 1946 (à 36 ans), dans le secteur de Cu Chi (Guerre d'Indochine)[74].
- 1959 - Pierre-Marie-Joseph de Bazelaire de Lesseux. Saint-Cyr, promotion du Roi Alexandre 1er de Yougoslavie (1934-1936). Capitaine au Bataillon français de l'ONU en Corée (1952-1953)[75]. Chef de corps du 10e Bataillon de Chasseurs à pied (1958-1959). Officier de la Légion d’honneur. Croix de guerre 39-45 avec une étoile d’argent et une palme. Croix de guerre des T.O.E. avec une étoile d’argent. Bronze Star Medal (États-Unis d'Amérique). Tué le 19 mai 1959 (à 50 ans), à Kef Toufikt, dans les Aurès (Guerre d'Algérie) [76].
- Tableau d'honneur de la guerre publié par le journal L'Illustration à partir du 30 janvier 1915 : Les trois frères de Bazelaire de Ruppierre, Henri, Robert et Maurice (planche 2) ; Le général de Bazelaire et son fils (planche 131) ; Georges de Bazelaire, général de division, commandant un corps d'armée (planche 289) ; Jean de Bazelaire de Lesseux[77]  (planche 485) .
- La famille Bazelaire ne compta pas moins de quinze officiers saint-cyriens entre 1874 (Maurice de Bazelaire de Saulcy, promotion la Grande Promotion) [78] et 1955 (Jean Marie de Bazelaire de Lesseux, promotion Franchet d'Espèrey)[79]. Pour les huit d'entre eux qui sont morts  pour la France au XXe siècle, voir : le Mémorial des Saint-Cyriens morts pour la France, sur le site La Saint-Cyrienne [80]. Ainsi, parmi les noms « inscrits dans la trame de notre société militaire » française, Raoul Girardet cite-t-il la famille Bazelaire [81].
- Détails biographiques sur les militaires de la famille Bazelaire morts pour la France dans la base nominative du Ministère des Armées, Mémoire des Hommes [82].

## Alliances
Les principales alliances de la famille de Bazelaire sont : d'Andlau, Gondrecourt, Redoubté, Thibault de Ménonville, Hugo de Spitzemberg, Régnier de Chonville, de Ruppierre, de Rouyn, Passerat de La Chapelle, de Monet, de Warren, de Crevoisier, de Hédouville, de Sevin, de Forcade,, de Romance, de Bérard, d'Argent de Deux-Fontaines, de Chavagnac, Ronssin du Chatelle de Résie, etc..

## Armes
| Armoiries                | Origine                    | Description |
| ------------------------ | -------------------------- | --- |
|                          | Armes portées actuellement | Écartelé aux 1 et 4, fascé d'argent et d'azur à six pièces ; aux 2 et 3, contre-écartelé de sable et de gueules à trois maillets d'argent brochant sur l'écartelé (armes anciennes) ; sur le tout d'argent à trois flèches de gueules en sautoir, au chef d'azur chargé de trois étoiles d'argent (armes de 1705). |
| Blason Famille Bazelaire | Lettres patentes de 1705   | D'argent, à trois flèches de gueules, deux en sautoir, l'autre en pal, liées d'un cordon de sable ; au chef d'azur chargé de trois étoiles d'argent |
|                          | Branche de Ruppierre       | Parti au 1 de Bazelaire ; au 2 de Ruppierre qui est palé d'or et d'azur |
|                          | Mgr Louis de Bazelaire     | Armoiries en qualité d'archevêque de Chambéry |
|                          | François Bazelaire         | Écartelé aux 1 et 4, fascé d'argent et de gueules à sept pièces ; aux 2 et 3, contre-écartelé d'azur à trois maillets d'or. Recensé dans l'armorial général de France (1696) en tant que chanoine du chapitre de Surbourg                                                                                          |